# 尤马沙漠
尤马沙漠（Yuma Desert）是索诺兰沙漠的一部分，位于美国亚利桑那州西南部至墨西哥索诺拉州西北部，墨西哥境内的部分也称“大沙漠”（西班牙語：Gran Desierto）。北滨希拉河，西滨科罗拉多河。地势低平，土地贫瘠。科罗拉多河和希拉河河谷有灌溉农业。